# Can Cinto Manent
Can Cinto Manent és una masia de Premià de Dalt (Maresme) protegida com a bé cultural d'interès local.

## Descripció
Edifici civil. Masia formada per una planta baixa i un pis, coberta per una teulada de dues vessants amb el carener perpendicular a la façana. El conjunt ha patit moltes modificacions però conserva la seva estructura, i molt especialment els elements principals de la façana, perfectament conservats: el portal rodó dovellat, amb dovelles de grans dimensions, i una finestra al damunt, amb l'ampit, brancals i llinda de pedra, aquesta última molt ben treballada en forma d'arc conopial lobulat.